# Myriam Claros
Myriam Jenny Claros Pardo (Cochabamba, Bolivia; 3 de septiembre de 1964) es una periodista, presentadora de televisión y cantante boliviana.

## Biografía
Myriam Claros nació el 3 de septiembre de 1964 en la ciudad de Cochabamba. Salió bachiller el año 1982 en su ciudad natal. Estudio la carrera de comunicación social titulándose como periodista de profesión. Durante su vida labora trabajó en el Sistema Radiofónico Fides, en la Red ATB y actualmente está en Red Bolivisión.

### Invitación política
En junio de 2019, varios militantes y seguidores del partido político del Movimiento al Socialismo (MAS-IPSP), sugirieron ante la opinión pública el nombre Myriam Claros como posible candidata al cargo de senadora o diputada en representación del MAS para las elecciones generales.
Al respecto, Myriam Claros rechazó la oferta del MAS y aclaró ante la opinión pública que ella jamás formaría parte de algún partido político, ni del MAS, ni de los partidos de oposición.